# بومی‌های پرو
بومیان پرو، گروه‌های قومی پر شماری اند که در گستره امروزین پرو و از پیش از آمدن اروپائیان، در حدود ۱۵۰۰ زایانی، همواره زیسته‌اند. اروپائیان ایشان را «هندی» انگاشته‌اند.

## تیره‌ها
- آیمارا
- آماهوآکا
- بورا
- کوکاما
- کوکامیلا
- خیوارو
- کوفان
- ماتزس
- مایورونا
- مواینان
- اوکائینا
- شیپیبو
- تیکونا
- اورارینا
- ویتوتو / هوئیتوتو
- یاگوآ
- یوکونا
- اینکا